# Don Chandler
Don Chandler (Council Bluffs, 5 de setembro de 1934 – Tulsa, 11 de agosto de 2011)  é um ex-jogador de futebol americano estadunidense que foi campeão da Temporada de 1956 da National Football League jogando pelo New York Giants.